# انسفالوپاتی مزمن جراحتی
انسفالوپاتی مزمن جراحتی (ناشی از ضربه) (انگلیسی: Chronic traumatic encephalopathy) یا به اختصار «CTE»، نوعی نورودژنرسانس است که با زوال عقل همراه است. این بیماری در کشتی‌گیران، بوکسورها و سایر قهرمانان ورزشی که دچار تکان مغزی شده باشند، دیده می‌شود و با نام‌های دیگری همچون «انسفالوپاتی مزمن بوکسورها»، «انسفالوپاتی جراحتی بوکسورها»، «دمانس بوکسورها»، «آسیب جراحتی مزمن مغز مرتبط با بوکس» (CTBI-B) و «سندرم مُشت‌خوردگی» شناخته می‌شود.
این عارضه در اثر هرگونه ضربه به سر که موجب تکان‌های خفیف یا شدید شود، به وجود می‌آید. از آنجایی که گمان می‌رود، ورزش بوکس از عوامل مهم ایجاد این بیماری باشد، پزشکان از دههٔ ۵۰ میلادی، در تلاش هستند تا ممنوعیت این ورزش را به تصویب برسانند. سیر بروز این بیماری بسیار کند است و دوره کمونش بسیار طولانی است؛ به نحوی که ممکن است علائم آن پس از چند دهه ظاهر شود. به‌طور میانگین، ۱۲ تا ۱۶ سال از آغازِ بوکسِ حرفه‌ای تا بروز علائم، زمان لازم است. این بیماری در ۱۵ الی ۲۰ درصد از بوکسورها دیده می‌شود.

## تاریخچه
این بیماری نخستین بار، در سال ۱۹۲۸ میلادی در «مجله انجمن پزشکی آمریکا»، توسط آسیب‌شناس آمریکایی «هریسون استنفورد مارتلند»، پزشک باتجربهٔ نیوآرک در شهرستان اسکس توصیف شد. او متوجهٔ علائمی چون لرزش اندام، کًندی حرکات، کنفوزیون و مشکلات تکلمی در این بیماران شده بود. در سال ۱۹۷۳ میلادی، تیمی به سرپرستیِ «جی. اِی. کُرسِلیس»، با کالبدشکافی و بررسی بافتِ مغزیِ ۱۵ بوکسورِ فوت‌شده در اثر بیماری، یافته‌های نوروپاتولوژیکِ معمولِ آن را توصیف نمودند.

## وجه تسمیه
این بیماری با نام دیمنشیا پیوجیلیستیکا نیز شناخته می‌شود. واژهٔ پیوجیلیستیکا از کلمهٔ لاتین «پوجیل» (pugil) به معنای «بوکسور» گرفته شده‌است. (همچون کلمات «پونیوس» به معنای «مُشت» و «پونیاره» به معنای «مبارزه»)

## علائم
این بیماری در ورزشکارانی رخ می‌دهد که ضربات متعددی به سرشان خورده باشد و علائمش شامل «زوال عقل»، «افت توانایی‌های ذهنی»، «اختلالات حافظه»، حملات «سرگیجه»، «عدم تعادل»، به‌حدی که فرد قادر به راه‌رفتن نباشد، «علائم شبه‌پارکینسون»، «لرزش» و «عدم هماهنگی عضلانی» است. «دیس آرتری» و «اختلال گام» هم محتمل است. این بیماران ممکن است خیلی زود از کوره در بروند و رفتارهای تکانه‌ای و همچنین «حسادت مرض‌گونه» و «پارانویا» از خود بروز دهند.

## درمان
با آنکه این بیماری درمان قطعی ندارد، اما جهتِ کنترل علائم، داروهایِ مورد استفاده در آلزایمر و پارکینسون در آن‌ها قابل تجویز است.